# العلاقات الكازاخستانية اللاتفية
العلاقات الكازاخستانية اللاتفية هي العلاقات الثنائية التي تجمع بين كازاخستان ولاتفيا.

## مقارنة بين البلدين
هذه مقارنة عامة ومرجعية للدولتين:
| وجه المقارنة                                              | كازاخستان                      | لاتفيا                                             |
| --------------------------------------------------------- | ------------------------------ | -------------------------------------------------- |
| المساحة (كم2)                                             | 2.72 مليون                     | 64.59 ألف                                          |
| عدد السكان (نسمة)                                         | 17.95 مليون                    | 1.93 مليون                                         |
| الكثافة السكانية (ن./كم²)                                 | 6.6                            | 29.88                                              |
| العاصمة                                                   | نور سلطان                      | ريغا                                               |
| اللغة الرسمية                                             | اللغة القازاقية، اللغة الروسية | اللغة اللاتفية                                     |
| العملة                                                    | تينغ كازاخستاني                | يورو، لاتس لاتفي، الروبل اللاتفي ‏، الروبل اللاتفي ‏ |
| الناتج المحلي الإجمالي (بليون دولار)                      | 159.41 مليار                   | 30.26 مليار                                        |
| الناتج المحلي الإجمالي (تعادل القوة الشرائية) بليون دولار | 439.39 مليار                   | 49.24 مليار                                        |
| الناتج المحلي الإجمالي الاسمي للفرد دولار أمريكي          | 10.51 ألف                      | 14.06 ألف                                          |
| الناتج المحلي الإجمالي للفرد دولار أمريكي                 | 24.23 ألف                      | 23.55 ألف                                          |
| مؤشر التنمية البشرية                                      | 0.788                          | 0.819                                              |
| رمز المكالمات الدولي                                      | +7                             | +371                                               |
| رمز الإنترنت                                              | .kz، .қаз ‏                     | .lv                                                |
| المنطقة الزمنية                                           | ت ع م+05:00، ت ع م+06:00       | ت ع م+02:00، ت ع م+03:00، أوروبا/ريغا ‏             |

## مدن متوأمة
في ما يلي قائمة باتفاقيات التوأمة بين مدن كازاخستانية ولاتفية:
- ترتبط ألماتي مع ريغا باتفاقية توأمة منذ 1991.
- ترتبط نور سلطان مع ريغا باتفاقية توأمة منذ 2004.[18][19][18][19]

## منظمات دولية مشتركة
يشترك البلدان في عضوية مجموعة من المنظمات الدولية، منها:
| علم المنظمة | اسم المنظمة                               | تاريخ انضمام كازاخستان | تاريخ انضمام لاتفيا |
| ----------- | ----------------------------------------- | ---------------------- | ------------------- |
|             | الاتحاد البريدي العالمي                   | ?                      | ?                   |
|             | يونسكو                                    | 22 مايو 1992           | 9 يوليو 1951        |
|             | البنك الدولي للإنشاء والتعمير             | 23 يوليو 1992          | 11 أغسطس 1992       |
|             | وكالة ضمان الاستثمار متعدد الأطراف        | 12 أغسطس 1993          | 21 أغسطس 1998       |
|             | الاتحاد الدولي للاتصالات                  | 23 فبراير 1993         | 11 ديسمبر 1921      |
|             | منظمة الشرطة الجنائية الدولية             | ?                      | ?                   |
|             | مؤسسة التمويل الدولية                     | 30 سبتمبر 1993         | 29 سبتمبر 1993      |
|             | مجموعة الموردين النوويين                  | ?                      | ?                   |
|             | الأمم المتحدة                             | 2 مارس 1992            | 17 سبتمبر 1991      |
|             | منظمة الأمن والتعاون في أوروبا            | 30 يناير 1992          | 10 سبتمبر 1991      |
|             | مؤسسة التنمية الدولية                     | 23 يوليو 1992          | 11 أغسطس 1992       |
|             | الفريق المعني برصد الأرض                  | ?                      | ?                   |
|             | منظمة حظر الأسلحة الكيميائية              | ?                      | ?                   |
|             | المركز الدولي لتسوية المنازعات الاستشارية | 21 أكتوبر 2000         | 7 سبتمبر 1997       |

## وصلات خارجية
- موقع وزارة الخارجية الكازاخستانية
- موقع وزارة الخارجية اللاتفية